# L'Antre de la terreur
L'Antre de la terreur (Les aventures sexuelles de Lilian et Agathe) est un pastiche espagnol en bande dessinée érotique faisant intervenir le détective Sherlock Holmes. Réalisé par Ricardo Barreiro et Solano Lopez, il est publié aux éditions Dynamite dans la collection Outrage.

## Synopsis
En s'échappant de la sordide institution anglaise où elles étaient retenues prisonnières, deux jeunes femmes, Lilian et Agathe, pensent être enfin libres mais elles tombent dans les mains de Mister Hyde qui les séquestre à son tour. Retenues dans le sous-sol de son bordel fréquenté par de nombreuses personnalités du Londres de la fin du XIXe siècle, elles sont droguées dans l'attente d'être sacrifiées à la déesse Astarté. À deux pas de cet endroit sordide, Jack l'Éventreur entame sa série de crimes atroces. Et ce lieu de débauche attire, par ordre d'apparition : Sigmund Freud, Winston Churchill, Sherlock Holmes et le Docteur Watson, Miss Thatcher, Albert Einstein, Conan Doyle ainsi que Robert Louis Stevenson.